# Беймак
Беймак (рум. Băimac) — село у повіті Бакеу в Румунії. Входить до складу комуни Ізвору-Берхечулуй.
Село розташоване на відстані 258 км на північ від Бухареста, 22 км на схід від Бакеу, 65 км на південний захід від Ясс, 147 км на північний захід від Галаца.

## Населення
За даними перепису населення 2002 року у селі проживали 160 осіб, усі — румуни. Усі жителі села рідною мовою назвали румунську.